# Ban Chấp hành Trung ương Đảng Cộng sản Liên Xô khóa XXII
Ban Chấp hành Trung ương Đảng Cộng sản Liên Xô khóa XXII (tiếng Nga: XXV Центральный комитет Коммунистической партии Советского Союза) do Đại hội lần thứ XXII Đảng Cộng sản Liên Xô tổ chức tại Moskva từ ngày 17/10-31/10/1961 bầu ra.
Ban Chấp hành Trung ương khóa XXII gồm các Ủy viên chính thức và dự khuyết với nhiệm kỳ tới tháng 4/1966.
Tại Đại hội Đảng Cộng sản Liên Xô lần thứ XXII, các đại biểu tham dự đã bầu 175 ủy viên chính thức và bầu 155 ủy viên dự khuyết. Ngày 31/10/1961 Ban Chấp hành Trung ương Đảng khóa XXV họp phiên thứ nhất bầu Đoàn Chủ tịch, Ban Bí thư.

## Lịch sử

### Thời kỳ Khrushchev
Sau khi loại khỏi các phe phái đối lập trong đảng, Nikita Khrushchev thâu tóm toàn bộ quyền lực trong đảng và nhà nước. Với những sự độc đoàn của mình, Bí thư thứ nhất Nikita Khrushchev đã gây lên cuộc khủng hoảng tên lửa Cuba, đối đầu Trung Xô, cải cách tiền tệ, cải cách hành chính tổ chức tỉnh ủy thành hai chính quyền song song (chính quyền công nghiệp và chính quyền nông nghiệp) điều này khiến giới tinh hoa trong đảng không hài lòng.
Khrushchev cũng ra lệnh rằng một phần ba thành viên của mỗi ủy ban, từ các Xô viết cấp thấp đến chính Ủy ban Trung ương, phải được thay thế trong mỗi cuộc bầu cử. Điều này đã tạo ra căng thẳng giữa Khrushchev và Ủy ban Trung ương, và khiến các nhà lãnh đạo đảng khó chịu khi Khrushchev đã ủng hộ họ lên nắm quyền.
Ngày 31 tháng 10 năm 1961, thi thể Stalin được chuyển từ Lăng Lenin ở Quảng trường Đỏ đến Nghĩa trang tường Điện Kremlin; ngày 11 tháng 11 năm 1961, "thành phố anh hùng" Stalingrad được đổi tên thành Volgograd. Đây là một trong những động thái khiêu khích nhất của Khrushchev trong thời kỳ Tan băng. Việc di chuyển thi thể Stalin đã củng cố những người ủng hộ Stalin chống lại Khrushchev, và xa lánh ngay cả những người học việc trung thành của ông, chẳng hạn như Leonid Brezhnev.
Bắt đầu từ tháng 3 năm 1964, chủ tịch Đoàn chủ tịch Xô viết Tối cao Leonid Brezhnev bắt đầu âm mưu loại bỏ Khrushchev cùng với các đồng minh. Trong khi Brezhnev cân nhắc việc bắt giữ Khrushchev khi ông trở về từ chuyến đi Scandinavia vào tháng 6, thay vào đó, Brezhnev dành thời gian thuyết phục các ủy viên Trung ương Đảng ủng hộ việc lật đổ Khrushchev, nhớ lại tầm quan trọng sự ủng hộ Trung ương Đảng đối với Khrushchev trong việc đánh bại âm mưu Nhóm Chống Đảng. Brezhnev có nhiều thời gian cho kế hoạch, vì Khrushchev vắng mặt ở Moskva tổng cộng 5 tháng trong giai đoạn từ tháng 1 đến tháng 9 năm 1964.
Những kẻ chủ mưu, đứng đầu là Brezhnev, Phó Chủ tịch thứ nhất Hội đồng Bộ trưởng Alexander Shelepin và Chủ tịch KGB Vladimir Semichastny, đã tấn công vào tháng 10 năm 1964, khi Khrushchev đang đi nghỉ tại Pitsunda, Abkhaz Xô cùng với Anastas Mikoyan. Vào ngày 12 tháng 10, Brezhnev gọi điện cho Khrushchev để thông báo về một cuộc họp đặc biệt của Đoàn chủ tịch Trung ương Đảng sẽ được tổ chức vào ngày hôm sau, bề ngoài là về chủ đề nông nghiệp. Mặc dù Khrushchev nghi ngờ lý do thực sự của cuộc họp, ông đã bay về Moskva, cùng với người Chủ tịch KGB Gruzia Aleksi Inauri, nhưng không có biện pháp phòng ngừa nào khác.
Khrushchev đến sảnh VIP sân bay Vnukovo; Chủ tịch KGB Semichastny đã đợi ở đó, bên cạnh là các nhân viên bảo vệ KGB. Semichastny thông báo cho Khrushchev về việc ông bị miễn nhiệm và yêu cầu ông không được phản kháng. Khrushchev đã không phản kháng, và cuộc đảo chính của những kẻ âm mưu diễn ra suôn sẻ; Khrushchev cảm thấy bị Semichastny phản bội, vì ông coi Semichastny là đồng minh cho đến tận thời điểm đó, không nghi ngờ rằng ông đã tham gia cùng kẻ thù của mình trong Đảng. Khrushchev sau đó được đưa đến Điện Kremlin, để bị Brezhnev, Suslov và Shelepin công kích bằng lời nói. Khrushchev không có bụng dạ để chiến đấu, và đưa ra rất ít sự phản kháng. Semichastny đã cẩn thận để không tạo ra vẻ ngoài của một cuộc đảo chính.
Ngày 14 tháng 10 năm 1964, Đoàn Chủ tịch và Ủy ban Trung ương Đảng mỗi bên biểu quyết chấp nhận yêu cầu "tự nguyện" của Khrushchev xin nghỉ hưu vì lý do "tuổi cao và sức khỏe kém". Brezhnev được bầu làm Bí thư thứ nhất, trong khi Alexei Kosygin kế nhiệm Khrushchev làm Chủ tịch Hội đồng Bộ trưởng Liên Xô.

### Thời kỳ Brezhnev
Sau khi Brezhnev lên nằm quyền, hàng loạt các chính sách thời Khrushchev đã bị bãi bỏ. Yêu cầu phải thay thế một phần ba cán bộ trong mỗi cuộc bầu cử đã bị đảo ngược, cũng như sự phân chia trong cơ cấu Đảng giữa khu vực công nghiệp và nông nghiệp. Chương trình giáo dục nghề nghiệp cho học sinh trung học cũng bị hủy bỏ. Nhiều ủy viên Đoàn Chủ tịch Trung ương Đảng, Ban Bí thư Trung ương và ủy viên Trung ương Đảng bị thay thế hoặc miễn nhiệm.
Thời gian ban đầu Brezhnev nằm quyền lực theo hệ thống tập thể lãnh đạo với quyền lực được chia cho ba người (troika): Bí thư thứ nhất Brezhnev, Chủ tịch Hội đồng Bộ trưởng Liên Xô Alexei Kosygin và Bí thư thứ hai Nikolai Podgorny. Để tránh sự độc quyền lãnh đạo như dưới thời Khrushchev, tại Hội nghị Trung ương 9 (tháng 10 năm 1964), đã cấm bất kỳ cá nhân nào nắm giữ cả hai chức vụ của Bộ Chính trị, đứng đầu đảng và chính phủ.
Trong quá trình củng cố quyền lực, Brezhnev lần đầu tiên phải đối mặt với tham vọng của Alexander Shelepin, cựu Chủ tịch KGB và hiện là Chủ tịch Ủy ban Kiểm soát Đảng-Nhà nước. Đầu năm 1965, Shelepin bắt đầu kêu gọi khôi phục "sự tuân thủ và trật tự" bên trong Liên Xô như một phần trong nỗ lực giành chính quyền của chính ông ta. Để đạt được mục đích này, ông đã khai thác quyền kiểm soát đối với cả các cơ quan nhà nước và đảng để tận dụng sự ủng hộ trong chế độ. Nhận thấy Shelepin là mối đe dọa sắp xảy ra đối với vị trí của mình, Brezhnev đã vận động ban lãnh đạo tập thể Liên Xô loại bỏ ông khỏi Ủy ban Kiểm soát Đảng-Nhà nước trước khi cơ quan này bị giải thể hoàn toàn vào ngày 6 tháng 12 năm 1965.
Đến cuối năm 1965, Brezhnev đã loại bỏ Podgorny khỏi Ban Bí thư, hạn chế đáng kể khả năng Podgorny trong việc xây dựng sự ủng hộ trong bộ máy đảng. Trong những năm sau đó, mạng lưới những người ủng hộ Podgorny dần bị xói mòn khi những người được ông nuôi dưỡng trong quá trình nắm quyền bị loại khỏi Ủy ban Trung ương.
Sau khi gạt Shelepin và Podgorny ra ngoài như những mối đe dọa đối với vai trò lãnh đạo vào năm 1965, Brezhnev hướng sự chú ý tới đối thủ chính trị còn lại, Alexei Kosygin. Vào những năm 1960, Cố vấn An ninh Quốc gia Hoa Kỳ Henry Kissinger ban đầu coi Kosygin là nhà lãnh đạo chi phối chính sách đối ngoại Liên Xô trong Đoàn Chủ tịch Trung ương Đảng. Trong cùng khoảng thời gian, Kosygin cũng phụ trách điều hành kinh tế với vai trò là Chủ tịch Hội đồng Bộ trưởng. Tuy nhiên, vị trí của ông đã bị suy yếu sau khi ông ban hành một số cải cách kinh tế vào năm 1965 mà được gọi chung trong Đảng là "cải cách Kosygin".
Cho tới cuối nhiệm kỳ khóa XXII, Brezhnev gần như đã nằm quyền lực tuyệt đối củng cố vị trí trong Liên Xô của mình.

## Các hội nghị Trung ương Đảng
| Hội nghị lần thứ | Bắt đầu-Kết thúc | Thời gian | Tóm lược |
| ---------------- | ---------------- | --------- | --- |
| 1                | 31/10/1961       | 1 ngày    | Hội nghị bầu Bí thư thứ nhất Trung ương Đảng Cộng sản Liên Xô, Đoàn Chủ tịch Trung ương Đảng, Ban Bí thư Trung ương Đảng. Bí thư thứ nhất Nikita Khrushchev tiếp tục được bầu lại; Đoàn Chủ tịch gồm 11 ủy viên chính thức, 5 ủy viên dự khuyết; Ban bí thư gồm 10 ủy viên. |
| 2                | 5-9/3/1962       | 5 ngày    | Bí thư thứ nhất Nikita Khrushchev báo cáo hội nghị. Hội nghị thông qua nghị định "Giai đoạn xây dựng cộng sản hiện nay và nhiệm vụ của đảng là nâng cao công tác quản lý nông nghiệp". Trung ương Đảng ra lời kêu gọi "Việc của toàn Đảng, toàn dân là làm nông nghiệp vươn lên mạnh mẽ!” tới nông dân tập thể và nông trang viên, công nhân và công nhân của các trang trại nhà nước, chuyên gia nông nghiệp, nhà khoa học, công nhân công nghiệp, đảng viên cộng sản và đoàn viên Komsomol, tất cả những người lao động Liên Xô. |
| 3                | 23/4/1962        | 1 ngày    | Hội nghị thảo luận các vấn đề về liên quan đến phiên họp thứ nhất Xô viết Tối cao Liên Xô khóa VI, các vấn đề về thành phần các cơ quan chính phủ Liên Xô, về những thay đổi trong thành phần Đoàn Chủ tịch Trung ương Đảng Cộng sản Liên Xô. Andrei Pavlovich Kirilenko được bầu làm ủy viên Đoàn Chủ tịch Trung ương Đảng. Miễn nhiệm Ivan Spiridonov khỏi chức vụ Bí thư Trung ương Đảng. |
| 4                | 19-23/11/1962    | 5 ngày    | Bí thư thứ nhất Nikita Khrushchev báo cáo hội nghị. Hội nghị thông qua nghị quyết "Về sự phát triển nền kinh tế Xô viết và sự lãnh đạo của đảng đối với nền kinh tế quốc dân". Leonid Efremov được bầu làm Ủy viên dự khuyết Đoàn Chủ tịch Trung ương Đảng. Vasily Polyakov, Aleksandr Rudakov được bầu làm Bí thư Trung ương Đảng. |
| 5                | 18-21/6/1963     | 4 ngày    | Bí thư Trung ương Đảng Leonid Ilyichev báo cáo hội nghị. Hội nghị thông qua nghị quyết: "Về cuộc họp sắp tới giữa đại diện Ủy ban Trung ương Đảng Cộng sản Liên Xô với đại diện Ủy ban Trung ương Đảng Cộng sản Trung Quốc"; "Về nhiệm vụ trước mắt công tác tư tưởng của đảng". Yuri Andropov, Vasily Polyakov, Aleksandr Rudakov, Nikolai Podgorny được bầu làm Bí thư Trung ương Đảng. |
| 6                | 9-13/12/1963     | 4 ngày    | Báo cáo hội nghị: Bí thư thứ nhất Nikita Khrushchev; Bí thư Trung ương Đảng Boris Ponomarev, Yuri Andropov, Leonid Ilyichev. Hội nghị thông qua nghị quyết "Phát triển nhanh công nghiệp hóa chất là điều kiện quan trọng nhất để tăng trưởng sản xuất nông nghiệp và đời sống nhân dân". Petro Shelest được bầu làm Ủy viên dự khuyết Đoàn Chủ tịch Trung ương Đảng. |
| 7                | 10-15/2/1964     | 6 ngày    | Báo cáo hội nghị: - Bí thư Trung ương Đảng Mikhail Suslov, - Bộ trưởng Bộ Nông nghiệp Liên Xô Ivan Volovchenko, - Chủ tịch Hiệp hội toàn Liên bang mua bán máy móc nông nghiệp, phụ tùng thay thế, phân khoáng và các phương tiện vật chất và kỹ thuật khác, tổ chức sửa chữa và vận hành máy móc trong các trang trại tập thể và nhà nước ("Soyuzselkhoztechnika") Aleksandr Yezhevsky, - Chủ tịch Ủy ban Sản xuất Nhà nước về Quản lý Nước và Nông nghiệp Thủy lợi Liên Xô Yevgeny Alekseevsky, - Bộ trưởng Bộ Sản xuất và Mua sắm Nông sản Nga Xô Leonid Maksimov, - Bộ trưởng Bộ Nông nghiệp Ucraina Xô Mark Spivak, - Bộ trưởng Bộ Nông nghiệp Belarus Xô Stepan Skoropanov, - Bộ trưởng Bộ Sản xuất và Thu mua Nông sản Kazakhstan Xô Bernad Dvoretsky, - Bộ trưởng Bộ Sản xuất và Thu mua Nông sản Tajik Xô Heiko Mirzayants, - Bộ trưởng Bộ Sản xuất và Thu mua Nông sản Uzbek Xô Irgashev Irgashevich, - Bộ trưởng Bộ Sản xuất và Thu mua Nông sản Gruzia Xô Zaliko Geldiashvili, - Bộ trưởng Bộ Sản xuất và Thu mua Nông sản Azerbaijan Xô Asgar Gasim oglu Orujov, - Bộ trưởng Bộ Sản xuất và Thu mua Nông sản Moldova Xô Mikhail Ivanovich Sidorov, - Bộ trưởng Bộ Sản xuất và Thu mua Nông sản Kirghiz Xô Petr Yakimuk, - Bộ trưởng Bộ Sản xuất và Thu mua Nông sản Litva Xô Medardas Grigaliūnas, - Bộ trưởng Bộ Sản xuất và Thu mua Nông sản Latvia Xô B.G. Stroganov, - Bộ trưởng Bộ Sản xuất và Thu mua Nông sản Estonia Xô Edgar Tõnurist, - Bộ trưởng Bộ Sản xuất và Thu mua Nông sản Armenia Xô Gegham Petrosyan, - Bộ trưởng Bộ Sản xuất và Thu mua Nông sản Turkmen Xô R.A. Charyeva. Hội nghị thông qua các nghị quyết "Về thâm canh sản xuất nông nghiệp trên cơ sở sử dụng rộng rãi phân bón, phát triển thủy lợi, cơ giới hóa toàn diện, áp dụng thành tựu khoa học và thực tiễn tốt nhất để tăng sản lượng nông nghiệp nhanh nhất" và "Về cuộc đấu tranh Đảng Cộng sản Liên Xô vì đoàn kết của phong trào cộng sản quốc tế". |
| 8                | 11/7/1964        | 1 ngày    | Hội nghị thảo luận các vấn đề về lương hưu và trợ cấp cho nông dân tập thể, về tăng lương cho nhân viên giáo dục, y tế, nhà ở và tiện ích, thương mại, ăn uống công cộng và các lĩnh vực khác của nền kinh tế quốc dân, về tuần làm việc năm ngày với hai ngày nghỉ; về nông nghiệp, được coi là vấn đề của Chủ tịch Xô Viết Tối cao Liên Xô đã được xem xét. |
| 9                | 14/10/1964       | 1 ngày    | Leonid Brezhnev phát biểu khai mạc hội nghị toàn thể. Hội nghị thông qua các nghị quyết và dự thảo nghị quyết Đoàn Chủ tịch và Hội nghị toàn thể Trung ương Đảng về việc bãi nhiệm Nikita Khrushchev các nhiệm vụ Bí thư thứ nhất Trung ương Đảng, ủy viên Đoàn Chủ tịch Trung ương Đảng và Chủ tịch Hội đồng Bộ trưởng Liên Xô; về việc bầu Leonid Brezhnev làm Bí thư thứ nhất Trung ương Đảng; về việc bổ nhiệm Alexei Kosygin làm Chủ tịch Hội đồng Bộ trưởng Liên Xô. |
| 10               | 16/11/1964       | 1 ngày    | Bí thư thứ nhất Leonid Brezhnev, Bí thư Trung ương Đảng Nikolai Podgorny báo cáo hội nghị. Hội nghị thông qua các nghị quyết: “Về việc thống nhất tổ chức đảng khu vực và lãnh thổ công nghiệp và nông thôn”, “Về kết quả đàm phán, hiệp thương với một số đảng anh em trong tháng 10-11 năm nay". Bầu Petro Shelest, Alexander Shelepin làm ủy viên Đoàn Chủ tịch Trung ương Đảng, Pyotr Demichev làm ủy viên dự khuyết Đoàn Chủ tịch Trung ương Đảng. Miễn nhiệm Frol Kozlov khỏi chức vụ ủy viên Đoàn Chủ tịch Trung ương Đảng và Bí thư Trung ương Đảng. |
| 11               | 24-26/3/1965     | 3 ngày    | Bí thư thứ nhất Leonid Brezhnev, Bí thư Trung ương Đảng Mikhail Suslov báo cáo hội nghị. Hội nghị thông qua các nghị quyết: “Về những biện pháp cấp bách để tiếp tục phát triển nông nghiệp”, “Về kết quả hội nghị hiệp thương đại biểu các đảng cộng sản và công nhân ngày 1-5/3/1965”. Bầu ủy viên dự khuyết Đoàn Chủ tịch Trung ương Đảng Kirill Mazurov thành ủy viên chính thức, bầu Dmitriy Ustinov làm ủy viên dự khuyết Đoàn Chủ tịch Trung ương Đảng và Bí thư Trung ương Đảng, miễn nhiệm Leonid Ilyichev khỏi chức vụ Bí thư Trung ương Đảng. |
| 12               | 27-29/9/1965     | 3 ngày    | Bí thư thứ nhất Leonid Brezhnev, Chủ tịch Hội đồng Bộ trưởng Liên Xô Alexei Kosygin báo cáo hội nghị. Hội nghị thông qua các nghị quyết: "Về việc triệu tập Đại hội lần thứ XXII Đảng Cộng sản Liên Xô"; "Về cải thiện quản lý công nghiệp, cải thiện quy hoạch và tăng cường kích thích kinh tế đối với tăng trưởng công nghiệp". Bầu Fyodor Kulakov làm Bí thư Trung ương Đảng. Miễn nhiệm Vitaly Titov khỏi chức vụ Bí thư Trung ương Đảng. |
| 13               | 6/12/1965        | 1 ngày    | Báo cáo hội nghị: Phó Chủ tịch Hội đồng Bộ trưởng Liên Xô, Chủ nhiệm Ủy ban Kế hoạch Nhà nước Liên Xô Nikolai Baibakov; Bộ trưởng Bộ Tài chính Liên Xô Vasily Garbuzov. Bí thư thứ nhất Leonid Brezhnev đọc thông điệp trung ương. Hội nghị thông qua các nghị quyết: "Về Kế hoạch Phát triển Kinh tế Quốc gia Liên Xô và Ngân sách Nhà nước Liên Xô cho năm 1966", "Về Chuyển đổi các Cơ quan Kiểm soát Nhà nước". Bầu Volodymyr Shcherbytsky làm ủy viên dự khuyết Đoàn Chủ tịch Trung ương Đảng, Ivan Kapitonov làm Bí thư Trung ương Đảng. Miễn nhiệm Nikolai Podgorny khỏi chức vụ Bí thư Trung ương Đảng. |
| 14               | 19/2/1966        | 1 ngày    | Bí thư thứ nhất Leonid Brezhnev, Chủ tịch Hội đồng Bộ trưởng Liên Xô Alexei Kosygin báo cáo hội nghị. Hội nghị thông qua nghị quyết: "Dự thảo Chỉ thị Đại hội XXIII Đảng Cộng sản Liên Xô về kế hoạch 5 năm phát triển nền kinh tế quốc dân Liên Xô giai đoạn 1966-1970". |
| 15               | 26/3/1966        | 1 ngày    | Bí thư thứ nhất Leonid Brezhnev báo cáo hội nghị. Hội nghị thông qua nghị quyết: "Về Báo cáo Ban Chấp hành Trung ương Đảng Cộng sản Liên Xô trước Đại hội lần thứ XXIII Đảng Cộng sản Liên Xô". |

## Các ban Đảng Trung ương
| Các Ban Đảng Trung ương                                                                      | Chức vụ    | Lãnh đạo             | Kiêm nhiệm                            | Nhiệm kỳ                       | Ghi chú                 |
| -------------------------------------------------------------------------------------------- | ---------- | -------------------- | ------------------------------------- | ------------------------------ | ----------------------- |
| Cục Nga Xô Trung ương Đảng                                                                   | Chủ tịch   | Nikita Khrushchev    | Bí thư thứ nhất Trung ương Đảng       | 10/1961-11/1964                |                         |
| Cục Nga Xô Trung ương Đảng                                                                   | Chủ tịch   | Leonid Brezhnev      | Bí thư thứ nhất Trung ương Đảng       | 11/1964-4/1966                 |                         |
| Cục Nông nghiệp Trung ương Đảng                                                              | Chủ tịch   | Vasily Polyakov      | Bí thư Trung ương Đảng                | 11/1962-11/1964                | Thành lập và bãi bỏ     |
| Cục Công nghiệp nhẹ và hóa chất Trung ương Đảng                                              | Chủ tịch   | Pyotr Demichev       | Bí thư Trung ương Đảng                | 11/1962-11/1964                | Thành lập và bãi bỏ     |
| Cục Công nghiệp và Xây dựng Trung ương Đảng                                                  | Chủ tịch   | Alexander Rudakov    | Ủy viên Trung ương Đảng               | 11/1962-11/1964                | Thành lập và bãi bỏ     |
| Cục Transcaucasian Trung ương Đảng                                                           | Chủ tịch   | Gury Bochkarev       |                                       | 2/1962-10/1964                 | Thành lập và bãi bỏ     |
| Cục Trung Á Trung ương Đảng                                                                  | Chủ tịch   | Vladimir Lomonosov   |                                       | 2/1962-10/1964                 | Thành lập và bãi bỏ     |
| Ủy ban Kiểm tra Trung ương Đảng                                                              | Chủ nhiệm  | Nikolay Shvernik     | Ủy viên Đoàn Chủ tịch Trung ương Đảng | 10/1961-4/1966                 |                         |
| Ủy ban Kiểm toán Trung ương Đảng                                                             | Chủ nhiệm  | Nonna Muravyova      |                                       | 10/1961-3/1966                 |                         |
| Ủy ban Kiểm toán Trung ương Đảng                                                             | Chủ nhiệm  | Gennady Sizov        |                                       | 3/1966-4/1966                  |                         |
| Văn phòng Trung ương Đảng                                                                    | Chủ nhiệm  | Valentin Pivovarov   |                                       | 10/1961-6/1962                 |                         |
| Văn phòng Trung ương Đảng                                                                    | Chủ nhiệm  | Konstantin Chernyaev |                                       | 2/1962-12/1965                 |                         |
| Văn phòng Trung ương Đảng                                                                    | Chủ nhiệm  | Georgy Pavlov        | Ủy viên dự khuyết Trung ương Đảng     | 2/1962-12/1965                 |                         |
| Ban Văn hóa Trung ương Đảng                                                                  | Trưởng ban | Dmitry Polikarpov    | Ủy viên dự khuyết Trung ương Đảng     | 10/1961-12/1962                | Sát nhập và tái lập     |
| Ban Văn hóa Trung ương Đảng                                                                  | Trưởng ban | Dmitry Polikarpov    | Ủy viên dự khuyết Trung ương Đảng     | 5/1965-11/1965                 | Mất khi đang tại nhiệm  |
| Ban Văn hóa Trung ương Đảng                                                                  | Trưởng ban | Vasily Shauro        |                                       | 11/1965-4/1966                 |                         |
| Ban Tuyên truyền và Cổ động toàn Liên bang Trung ương Đảng                                   | Trưởng ban | Leonid Illichev      | Bí thư Trung ương Đảng                | 10/1961-12/1962                | Sát nhập                |
| Ban Tuyên truyền và Cổ động Nga Xô Trung ương Đảng                                           | Trưởng ban | Vladimir Stepakov    |                                       | 10/1961-12/1962                | Sát nhập                |
| Ban Khoa học, Tổ chức Giáo dục Đại học và Trường học Trung ương Đảng                         | Trưởng ban | Vladimir Kirillin    | Ủy viên dự khuyết Trung ương Đảng     | 10/1961-12/1962                | Sát nhập                |
| Ban Khoa học, Tổ chức Giáo dục Trung ương Đảng                                               | Trưởng ban | Serge Trapeznikov    |                                       | 5/1965-4/1966                  | Thành lập mới           |
| Ban Tư tưởng Trung ương Đảng                                                                 | Trưởng ban | Leonid Illichev      | Bí thư Trung ương Đảng                | 12/1962-5/1965                 | Đổi tên                 |
| Ban Tuyên truyền và Cổ động Trung ương Đảng                                                  | Trưởng ban | Vladimir Stepakov    |                                       | 5/1965-4/1966                  |                         |
| Ban Quốc tế đối ngoại với Đảng Cộng sản tại các nước tư bản Trung ương Đảng                  | Trưởng ban | Boris Ponomarev      | Bí thư Trung ương Đảng                | 10/1961-4/1966                 |                         |
| Ban Quan hệ với các Đảng Cộng sản và Công nhân của các nước Xã hội Chủ nghĩa Trung ương Đảng | Trưởng ban | Yuri Andropov        | Bí thư Trung ương Đảng                | 10/1961-4/1966                 |                         |
| Ban Tổng vụ Trung ương Đảng                                                                  | Trưởng ban | Vladimir Malin       |                                       | 10/1961-7/1965                 |                         |
| Ban Tổng vụ Trung ương Đảng                                                                  | Trưởng ban | Konstantin Chernenko |                                       | 7/1965-4/1966                  |                         |
| Ban Hành chính Trung ương Đảng                                                               | Trưởng ban | Nikolai Mironov      |                                       | 10/1961-10/1964                | Mất khi đang tại nhiệm  |
| Ban Hành chính Trung ương Đảng                                                               | Trưởng ban | Nikolay Savinkin     |                                       | 10/1964-4/1966                 | Quyền trưởng ban        |
| Ban Tổ chức cán bộ Ngoại giao và Ngoại thương Trung ương Đảng                                | Trưởng ban | Aleksandr Panyushkin |                                       | 10/1961-12/1962                | Đổi tên                 |
| Ban Tổ chức cán bộ Ngoại giao và Kinh tế Đối ngoại Trung ương Đảng                           | Trưởng ban | Aleksandr Panyushkin | 12/1962-5/1965                        | Đổi tên                        |                         |
| Ban Cán bộ Đối ngoại Trung ương Đảng                                                         | Trưởng ban | Aleksandr Panyushkin | 5/1965-4/1966                         |                                |                         |
| Ban Thông tin Trung ương Đảng                                                                | Trưởng ban | Dmitry Shevlyagin    |                                       | 10/1965-4/1966                 | Thành lập mới           |
| Ban Công nghiệp nhẹ và Thực phẩm Trung ương Đảng                                             | Trưởng ban | Leonid Maksimov      |                                       | 10/1961-2/1962                 | Đổi tên                 |
| Ban Công nghiệp nhẹ và Thực phẩm Trung ương Đảng                                             | Trưởng ban | Pavel Sizov          |                                       | 10/1965-4/1966                 | Tái lập                 |
| Ban Công nghiệp nhẹ, Thực phẩm và Thương mại Trung ương Đảng                                 | Trưởng ban | Leonid Maksimov      |                                       | 2/1962-1/1964                  |                         |
| Ban Cơ khí Trung ương Đảng                                                                   | Trưởng ban | Vasily Frolov        | Ủy viên dự khuyết Trung ương Đảng     | 10/1961-4/1966                 |                         |
| Ban Y tế, Phúc lợi Xã hội và Văn hóa Thể chất Trung ương Đảng                                | Trưởng ban | Nikolai Vinogradov   |                                       | 2/1962-10/1962                 | Thành lập và bãi bỏ     |
| Ban Công nghiệp Quốc phòng Trung ương Đảng                                                   | Trưởng ban | Ivan Serbin          | Ủy viên dự khuyết Trung ương Đảng     | 10/1961-4/1966                 |                         |
| Ban Tổ chức Đảng Nga Xô Trung ương Đảng                                                      | Trưởng ban | Ivan Kapitonov       | Ủy viên Trung ương Đảng               | 12/1964-6/1965                 | Thành lập và sát nhập   |
| Ban Tổ chức Đảng Cộng hòa Liên bang Trung ương Đảng                                          | Trưởng ban | Vitaly Titov         | Bí thư Trung ương Đảng                | 10/1961-6/1965                 | Sát nhập                |
| Ban Tổ chức và Công tác Đảng Trung ương Đảng                                                 | Trưởng ban | Ivan Kapitonov       | Bí thư Trung ương Đảng                | 10/1961-6/1965                 |                         |
| Ban Công tác Đoàn Chủ tịch Liên Xô Tối cao Liên Xô Trung ương Đảng                           | Trưởng ban | Vladimir Vasiliev    |                                       | 6/1963-6/1965                  | Thành lập và bãi bỏ     |
| Ban Công nghiệp Chế biến Nông sản Trung ương Đảng                                            | Trưởng ban | Alexander Bukharov   | Ủy viên dự khuyết Trung ương Đảng     | 12/1962-5/1965                 | Thành lập và sát nhập   |
| Ban Hợp tác kinh tế Các nước xã hội chủ nghĩa Trung ương Đảng                                | Trưởng ban | Boris Miroshnichenko |                                       | 12/1962-5/1965                 | Thành lập và bãi bỏ     |
| Ban Xây dựng Trung ương Đảng                                                                 | Trưởng ban | Vasily Abyzov        |                                       | 10/1961-7/1964                 |                         |
| Ban Xây dựng Trung ương Đảng                                                                 | Trưởng ban | Anatoly Biryukov     |                                       | 7/1964-4/1966                  |                         |
| Ban Thương mại, Tài chính và Tổ chức Kế hoạch Trung ương Đảng                                | Trưởng ban | Yakov Kabkov         |                                       | 10/1961-11/1962                | Đổi tên                 |
| Ban Thương mại và Tài chính Trung ương Đảng                                                  | Trưởng ban | Yakov Kabkov         |                                       | 11/1962-6/1963                 | Thành lập mới và bãi bỏ |
| Ban Tài chính và Tổ chức Kế hoạch Trung ương Đảng                                            | Trưởng ban | Boris Gostev         |                                       | 6/1965-4/1966                  | Thành lập mới           |
| Ban Thương mại và Tiêu dùng Trung ương Đảng                                                  | Trưởng ban | Yakov Kabkov         |                                       | 6/1965-4/1966                  | Thành lập mới           |
| Ban Công nghiệp Hóa chất Trung ương Đảng                                                     | Trưởng ban | Vladimir Belyaev     |                                       | 6/1962-4/1966                  | Thành lập mới           |
| Ban Công nghiệp nặng Trung ương Đảng                                                         | Trưởng ban | Alexander Rudakov    | Ủy viên Trung ương Đảng               | 10/1961-11/1962 11/1964-4/1966 |                         |
| Ban Công nghiệp nặng Trung ương Đảng                                                         | Trưởng ban | Ivan Yastrebov       |                                       | 11/1962-11/1964                |                         |
| Ban Giao thông Vận tải Trung ương Đảng                                                       | Trưởng ban | Kirill Simonov       |                                       | 10/1961-4/1966                 |                         |
| Ban Nông nghiệp Nga Xô Trung ương Đảng                                                       | Trưởng ban | Ivan Pankin          |                                       | 10/1961-4/1966                 |                         |
| Ban Nông nghiệp Cộng hòa Liên bang Trung ương Đảng                                           | Trưởng ban | Vladimir Karlov      | Ủy viên dự khuyết Trung ương Đảng     | 10/1961-3/1962                 |                         |
| Ban Nông nghiệp Cộng hòa Liên bang Trung ương Đảng                                           | Trưởng ban | Vasily Polyakov      | Bí thư Trung ương Đảng                | 4/1962-11/1964                 |                         |
| Ban Nông nghiệp Cộng hòa Liên bang Trung ương Đảng                                           | Trưởng ban | Fyodor Kulakov       | Bí thư Trung ương Đảng                | 11/1964-5/1965                 | Sát nhập                |
| Ban Nông nghiệp Trung ương Đảng                                                              | Trưởng ban | Fyodor Kulakov       | Bí thư Trung ương Đảng                | 5/1965-4/1966                  |                         |